# Wiata secunda
Wiata secunda är en insektsart som beskrevs av Irena Dworakowska 1981. Wiata secunda ingår i släktet Wiata och familjen dvärgstritar. Inga underarter finns listade i Catalogue of Life.